# Microctenonyx apuliae
Microctenonyx apuliae là một loài nhện trong họ Linyphiidae.
Loài này thuộc chi Microctenonyx. Microctenonyx apuliae được Lodovico di Caporiacco miêu tả năm 1951.